# Mount Meharry
Meharry – najwyższy szczyt w górach Hamersley i równocześnie najwyższy szczyt stanu Australia Zachodnia, o wysokości 1249 m n.p.m. Położony na terenie Parku Narodowego Karijini, w kratonie Pilbara; zlokalizowany około 135 km od Wittenoom i 160 km od Tom Price. Został nazwany na cześć Williama Thomasa Meharry'ego (1912-1967), głównego geodety stanu w latach 1959-1967.